# Eva Kokavcová
Eva Kokavcová (* 24. dubna 1947) byla slovenská a československá politička a bezpartijní poslankyně Sněmovny lidu Federálního shromáždění za normalizace.

## Biografie
K roku 1981 se profesně uvádí jako dělnice. Pracovala v podniku Tesla Liptovský Hrádok.
Ve volbách roku 1981 zasedla do Sněmovny lidu (volební obvod č. 168 - Liptovský Mikuláš, Středoslovenský kraj). Mandát obhájila ve volbách roku 1986. Ve Federálním shromáždění setrvala do konce funkčního období, tedy do svobodných voleb roku 1990. Netýkal se jí proces kooptací do Federálního shromáždění po sametové revoluci.